# Showdown (sport)
Showdown is een sport voor visueel gehandicapten, maar ook voor mensen met volledig zicht. Het wordt gespeeld op het gehoor. In een hardplastic balletje, dat naar de tegenstander wordt overgespeeld, zitten stalen kogeltjes, waardoor de positie van het balletje kan worden bepaald.
Het spel wordt gespeeld op een speciale tafel van 3,7 m bij 1,27 m (de officiële maten van de competitietafels). Ook heeft de tafel een opstaande rand van 17 cm, zodat de bal niet van de tafel rolt. In het midden van de tafel staat een dwarsplank. De bal moet onder die plank door worden geslagen. Aan beide kanten van de tafel zit een goal waarin gescoord moet worden.

Om ervoor te zorgen dat niemand de bal kan zien en dus op zijn/haar gehoor moet spelen, wordt het spel gespeeld met een blinderingsbril op. De spelers hebben een langwerpig batje om mee over te spelen.

## Geschiedenis
Deze sport is bedacht door de Canadian National Institute for the Blind in Vancouver, BC, Canada. Het werd geïntroduceerd in Nederland in 1980 tijdens de Paralympics in Arnhem. Hier heeft de Canadian National Institute for the Blind de sport komen promoten. 

## Wedstrijdverloop
Showdown wordt gespeeld in sets. De speler die het eerst minstens 11 punten heeft, en 2 punten meer dan zijn/haar tegenstander heeft, wint de set. Maar als de 11 punten bereikt zijn en het verschil is minder dan 2 punten dan wordt doorgespeeld tot een van de spelers met 2 punten verschil wint. Als echter een van de spelers 17 punten haalt, dus als de stand 16-16 is, dan wint degene die het volgende punt maakt.
Bij eendaagse toernooien bestaat een wedstrijd vaak uit één set. Tijdens de nationale competitie wordt gespeeld volgens het 'best-of-three'-principe, waarbij degene die het eerst twee sets wint de wedstrijd heeft gewonnen.

### Puntentelling
Wanneer de bal in het doel van de tegenstander wordt geslagen, worden hiervoor twee punten toegekend. Maakt een speler een fout (onreglementaire handeling), dan krijgt de tegenstander een punt. Onreglementaire handelingen zijn onder andere:
- Bal tegen de dwarsplank slaan,
- fout serveren,
- bal op het lichaam krijgen binnen het speelveld,
- bal buiten de tafel slaan.
- verdedigingsfout (dit houdt in dat je niet de bal aan mag raken binnen het doelgebied)

## Toernooien
In verschillende landen, waaronder Nederland, worden toernooien georganiseerd, vaak door de club van die regio. Bij de toernooien kan iedereen mee doen, ook al is men geen lid van een vereniging of doet men niet mee aan de competitie.

## Competitie

### Nederland
De competitie wordt gespeeld in 4 klassen: de hoofdklasse, eerste, tweede en derde klasse. In elke klasse zitten ongeveer 20 spelers.
Elk jaar kan een speler promoveren naar een hogere klasse, in dezelfde klasse blijven spelen of degraderen naar een lagere klasse. In de competitie behaalde punten tellen mee voor de ranking.